# Düstere Pforte

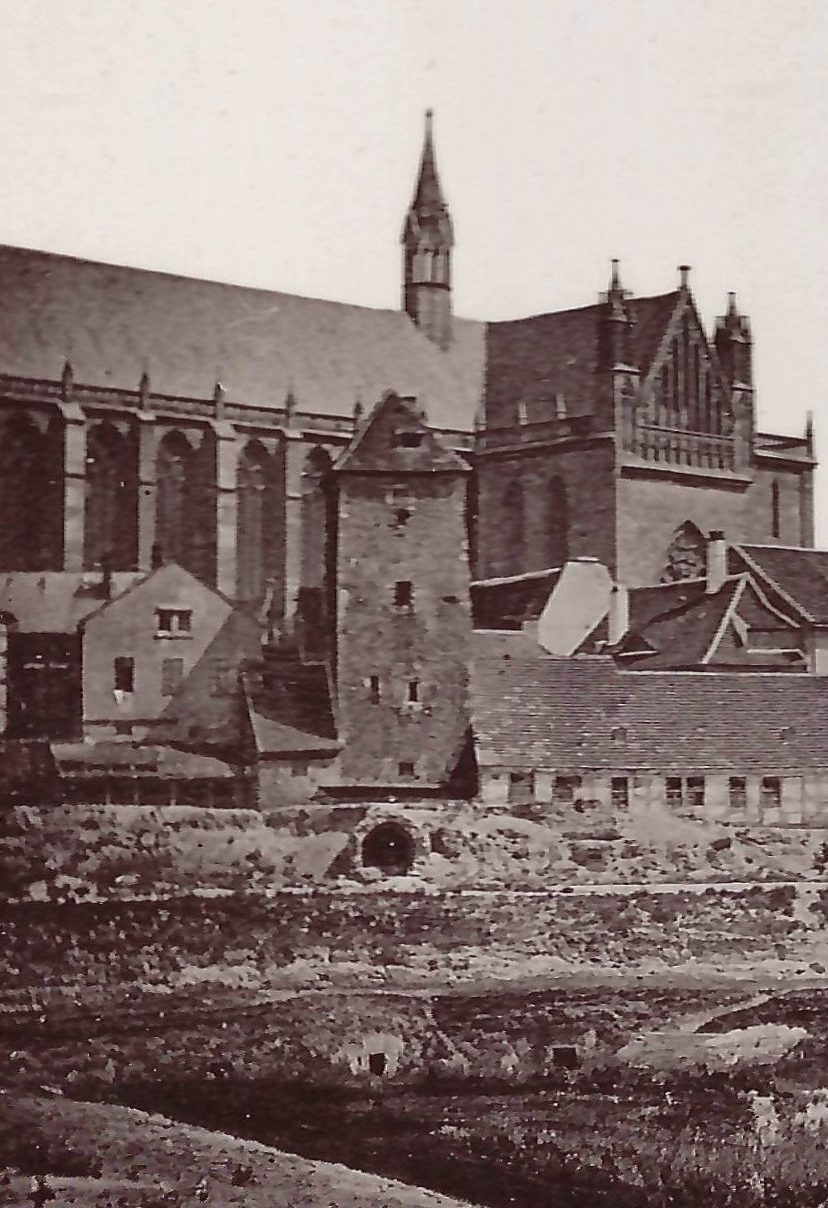
Blick von Südwesten auf den Fronereiturm in der Zeit um 1874, westlich unterhalb des Turms wohl im Zuge von Abrissarbeiten freigelegte Öffnung, möglicherweise baulicher Rest der Düsteren Pforte

Die Düstere Pforte, auch Herrenpforte, war ein Stadttor der Stadtbefestigung Magdeburgs im heutigen Sachsen-Anhalt.

## Lage
Die Pforte befand sich in der Südfront der Stadtbefestigung der Magdeburger Altstadt, südlich des Magdeburger Doms. Sie lag unmittelbar westlich des Fronereiturms, etwa zwischen den Grundstücken Domstraße 7 und 8. Heute befindet sich an dieser Stelle eine Grünanlage auf der Nordseite der Danzstraße, südlich der Domtürme.

## Architektur und Geschichte
Angelegt wurde die Düstere Pforte als massiver Torbau vermutlich im 13. Jahrhundert. Sie diente als Verbindung der Domfreiheit innerhalb der Stadt Magdeburg zur Sudenburg, die sich südlich vor der Stadtbefestigung befand. Ab dem Jahr 1307 bestand ein langanhaltender Streit zwischen dem Domkapitel und der Stadt Magdeburg über die Kontrolle und den Bestand der Pforte, die als Schwachstelle der Stadtbefestigung betrachtet wurde. Neben der Pforte entstand 1362 der Fronereiturm. Möglicherweise diente er als Torturm für die Düstere Pforte. Nach der Zerstörung der Stadt Magdeburg im Jahr 1631 wurde die Düstere Pforte 1632 gesprengt und danach nicht wiedererrichtet. 1874 oder kurze Zeit danach wurde der Fronereiturm im Zuge der Stadterweiterung abgerissen.